# فرد بيرشل (لاعب كرة قاعدة)
فرد بيرشل (بالإنجليزية: Fred Burchell) هو لاعب كرة قاعدة أمريكي، ولد في 14 يوليو 1879 في بيرث أمبوي في الولايات المتحدة، وتوفي في 20 نوفمبر 1951 في جوردن في الولايات المتحدة.